# Ganymede Heights
Die Ganymede Heights sind eine Gruppe mehr als 600 m hoher und abgerundeter Bergrücken mit zahlreichen Felsvorsprüngen an der Ostküste der westantarktischen Alexander-I.-Insel. Sie ragen zwischen dem Jupiter-Gletscher und dem Ablation Valley auf.
Der britische Geograph Derek Searle vom Falkland Islands Dependencies Survey kartierte sie zwischen 1959 und 1960 anhand von Satellitenaufnahmen der NASA und mithilfe von Vermessungen des United States Geological Survey. Das UK Antarctic Place-Names Committee benannte sie 1974 in Anlehnung an die Benennung des Jupiter-Gletschers nach dem Jupitermond Ganymed (englisch Ganymede).
Nördlich des Jupiter-Gletschers verläuft in südöstlicher Richtung das Striation Valley, es öffnet sich zum George-VI-Sund.